# Fåblommig schersmin
Fåblommig schersmin (Philadelphus floridus) är en hortensiaväxtart som beskrevs av Chauncey Delos Beadle. Enligt Catalogue of Life ingår Fåblommig schersmin i släktet schersminer och familjen hortensiaväxter, men enligt Dyntaxa är tillhörigheten istället släktet schersminer och familjen hortensiaväxter. Arten förekommer tillfälligt i Sverige, men reproducerar sig inte. Inga underarter finns listade i Catalogue of Life.